# Dolje
Dolje este o localitate din comuna Tolmin, Slovenia, cu o populație de 155 de locuitori.